# Deriba
Deriba je krater koji se smjestio na najvišoj točki gorja Marrah na visini od 3042 metara sudanskoj pokrajini Darfur. Deriba je postala najvećom točkom države od kada se odcjepio južnio dio zemlje. Široka je 5 kilometara, a duga 8. U unutarnjem krateru smješteno je jezero. Planine Marrah, a samim time i Deriba, dio su geografskog podučja Darfur Dome koje ima površinu od 4000 kilometara kvadratnih. Kaldera je nastala prije 3500 godina eksplozijom vulkana Jebel Marra. Vulkan još nije proglašen ugaslim jer se u krateru i dalje događaju geotermalni procesi. 
Kaldera ima klasični ovalni oblik, depresiju koja se urušila nakon ogromne erupcije.

## Vanjske poveznice
- Geografski položaj
- Deriba  Arhivirana inačica izvorne stranice od 29. rujna 2007. (Wayback Machine)
- Deriba Caldera